# Beilngries
Beilngries é uma cidade da Alemanha localizado no distrito de Eichstätt, região administrativa de Alta Baviera, estado da Baviera.